# Europska komisija
Europska komisija je političko te glavno izvršno tijelo Europske unije, nadležna je za promicanje općih interesa Europske unije, predlaganje zakonodavnih akata, provedbu odluka Europskog parlamenta i Vijeća EU-a, poštovanje ugovora Europske unije i izvršavanje proračuna EU. Naziva se često i Vladom EU. Europska komisija zamišljena je kao tijelo koje djeluje tako da je odlučivanje u njemu neovisno od volje države članica (nadnacionalni karakter). Zajedno s Europskim parlamentom i Vijećem Europske unije, čini tri glavne institucije koje vode Europsku uniju.
Europska komisija sastoji se od povjerenika koji dolaze iz država članica te oni svi zajedno djeluju kao jedinstveno tijelo. Broj povjerenika se tijekom vremena povećavao (do 1973. bilo ih je 9; do 1981. bilo ih je 13; do 1986. 14; do 1995. 17; do 2004. 20; do kraja 2006. bilo ih je 25) do današnjeg broja od 27 članova.  Vlade država članica izabiru povjerenike prema vlastitim kriterijima. Mandat povjerenika traje pet godina, i poklapa se s mandatom Europskog parlamenta. Nakon izbora i konstituiranja novog Europskog parlamenta, imenuju se i novi članovi Europske komisije kako bi Parlament imao utjecaj na izbor i rad Komisije.
Predsjednika Komisije predlaže Europsko vijeće nakon što se vlade država članica usuglase o kandidatu, a izbor mora biti potvrđen u Europskom parlamentu apsolutnom većinom zastupnika i tajnim glasovanjem. Vijeće EU kvalificiranom većinom, a u dogovoru s predsjednikom Komisije, usvaja listu povjerenika. Cijelu Komisiju (kolegij povjerenika, college des commissaires, college of commissioners) potvrđuje Europski parlament običnom većinom (na plenarnoj sjednici, a nakon saslušanja pojedinih kandidata za povjerenike u nadležnim parlamentarnim odborima), na kraju Europsko vijeće imenuje novu Komisiju.
Europski parlament može u svakom trenutnu raspustiti Komisiju, na način da joj izglasa nepovjerenje (dvotrećinskom većinom danih glasova koja uključuje najmanje apsolutnu većinu svih zastupnika), ali ne može smijenjivati pojedine povjerenike.
Temeljna zadaća Europske komisije je pripremanje i predlaganje propisa. Budući da je Komisija zamišljena kao tijelo koje predstavlja interese građana Europske unije, nezavisno od država članica, povjerenici ne mogu primati upute vlade države članice koja ih je izabrala.
Sjedište Europske komisije je u Bruxellesu.

## Struktura
Europska komisija sastoji se od:
- političke strukture - čini ju predsjednik i povjerenici te njihovi kabineti
- upravne strukture koju čine:
  - glavne uprave/generalne direkcije (Directorates-General, često zvane skraćeno DG)
  - glavno tajništvo na čelu s glavni tajnikom Europske komisije
  - privremeni i stalni odbori stručnjaka savjetnika
  - ostale zajedničke službe i uredi

Svaki povjerenik zadužen je u Komisiji za određeno područje i njemu odgovara glavna uprava (ili više njih) koja pokriva to područje. Svaki povjerenik ima svoj kabinet.
Komisija se dijeli na glavne uprave/generale direkcije koje se mogu usporediti s ministarstvima. Na čelu glavne uprave nalazi se generalni direktor koji odgovara za svoj rad povjereniku zaduženom za to područje.
Glavno tajništvo koordinira rad između pojedinih uprava/generalnih direkcija i ostalih tijela Komisije, daje stručne savjete, osigurava prevođenje, daje statističke podatke (putem statističkog ureda EUROSTAT). Na čelu Glavnog tajništva je Glavni tajnik (trenutno Ilze Juhansone).

## Odlučivanje
Odluke se donose većinom glasova članova komisije, a svaki povjerenik ima jedan glas.

## Zadaci
Najznačajnije zadaće Europske komisije su:
- pripremanje i predlaganje propisa - Komisija ima gotovo isključivo pravo pripremati prijedloge propisa koje šalje drugim nadležnim tijelima (Vijeću EU i Europskom parlamentu) na odlučivanje (pravo zakonodavne inicijative). Vijeće EU i Parlament, ako žele donijeti kakva propis, nemaju pravo sami pripremiti akt, već moraju zatražiti od Komisije da izradi prijedlog akta koje će zatim nadležno tijelo donijeti.
- izvršne i nadzorne ovlasti - Komisija donosi brojne provedbene propise koji omogućuju provedbu propisa Vijeća EU (smjernice, uredbe, odluke). Komisija ima važnu nadzornu ovlast u odnosu na države članice time što ih može tužiti Europskom sudu pravde za povredu odredbi osnivačkih ugovora. Zbog toga se naziva i čuvaricom ugovor (ili integracije)
- uloga u vanjskog politici EU - prije svega očituje se u koordinaciji financijske i tehničke pomoći državama Srednje i Istočne Europe, zatim u vođenju pregovor za primanje u članstvo novih država, te kao trgovinski pregovarač Unije. Ipak vanjskopolitička uloga Komisije bitno je ograničen u ovlastima koje na tom području imaju Vijeće Eu i Europsko vijeće.

## Sastav Europske komisije
Sastav današnje Europske komisije je sljedeći:
Europske stranke
      Europska pučka stranka (10)
      Progresivni savez socijalista i demokrata (9)
      Renew Europe (6)
      Europski konzervativci i reformisti (1)
      Zeleni – Europski slobodni savez (1)
|                                                | Ime                     | Slika | Portfelj                        | Država članica |
| ---------------------------------------------- | ----------------------- | ----- | ------------------------------- | -------------- |
|                                                | Ursula von der Leyen    |       | Predsjednica                    | Njemačka       |
|                                                | Frans Timmermans        |       | Potpredsjednik                  | Nizozemska     |
| Visoki predstavnik Unije za okoliš             | Frans Timmermans        |       |                                 | Nizozemska     |
|                                                | Margethe Vestager       |       | Potpredsjednica                 | Danska         |
| Visoka predstavnica Unije za digitalno tržište | Margethe Vestager       |       |                                 | Danska         |
|                                                | Valdis Dombrovskis      |       | Potpredsjednik                  | Latvija        |
| Ekonomija i društveni odnosi                   | Valdis Dombrovskis      |       |                                 | Latvija        |
|                                                | Josep Borrell           |       | Potpredsjednik                  | Španjolska     |
| Vanjski poslovi i sigurnost                    | Josep Borrell           |       |                                 | Španjolska     |
|                                                | Dubravka Šuica          |       | Potpredsjednica                 | Hrvatska       |
| Demografija i demokracija                      | Dubravka Šuica          |       |                                 | Hrvatska       |
|                                                | Vera Jourová            |       | Potpredsjednica                 | Češka          |
| Vrijednost i transparentnost                   | Vera Jourová            |       |                                 | Češka          |
|                                                | Margaritis Schinas      |       | Potpredsjednik                  | Grčka          |
| Migracije                                      | Margaritis Schinas      |       |                                 | Grčka          |
|                                                | Maroš Šefčovič          |       | Međuinstitucijalni odnosi       | Slovenija      |
|                                                | Johannes Hahn           |       | Budžet i administracija         | Austrija       |
|                                                | Didier Reynders         |       | Pravda                          | Belgija        |
|                                                | Mariya Gabriel          |       | Inovacije i mladi               | Bugarska       |
|                                                | Stella Kyriakides       |       | Zdravlje                        | Cipar          |
|                                                | Kadri Simson            |       | Energija                        | Estonija       |
|                                                | Jutta Urpilainen        |       | Suradnja                        | Finska         |
|                                                | Thierry Breton          |       | Međunarodno tržište             | Francuska      |
|                                                | Oliver Vargelyi         |       | Susjedstvo                      | Mađarska       |
|                                                | Phil Hogan              |       | Razmjena                        | Irska          |
|                                                | Paolo Gentiloni         |       | Ekonomija                       | Italija        |
|                                                | Virginijus Sinkevičijus |       | Okoliš i oceani                 | Litva          |
|                                                | Nicolas Schmit          |       | Poslovi                         | Luksemburg     |
|                                                | Helena Dalli            |       | Jednakost                       | Malta          |
|                                                | Janusz Wojciechowski    |       | Agrikultura                     | Poljska        |
|                                                | Elisa Ferreira          |       | Jednakost                       | Portugal       |
|                                                | Adina Valean            |       | Promet                          | Rumunjska      |
|                                                | Janez Lenarčič          |       | Menadžment kriza                | Slovenija      |
|                                                | Yiva Johansson          |       | Unutarnja sigurnost i migracije | Švedska        |

## Poveznice
- Predsjednik Europske komisije
- Europska unija
- Institucije Europske unije
- Barrosova komisija

## Vanjske poveznice

### Sestrinski projekti
|  | Zajednički poslužitelj ima još gradiva o temi Europska komisija |

### Mrežna sjedišta
- Europska komisija - službene stranice